# Orquesta China de Hong Kong
La Orquesta China de Hong Kong (en chino, 香港中樂團; abreviado HKCO) es una orquesta fundada en 1977 considerada una entre las mejores en el ámbito de la música china. 
Entre otros elogios, la orquesta ha sido mencionada como “líder de la música étnica china” y “embajadora cultural de Hong Kong”. A menudo es invitado a actuar en lugares y festivales de todo el mundo y ha sido aclamada como líder entre los conjuntos musicales chinos de gran tamaño.
La orquesta cuenta con un plantel de 91 músicos profesionales que tocan en cuatro secciones: cuerda frotada, cuerda pulsada, viento y percusión. Los instrumentos incluyen tanto versiones tradicionales como nuevos  y mejorados. La sección de cuerda frotada ha utilizado la serie Eco-Huqin desarrollada por la Orquesta desde 2009 y es capaz de interpretar tanto música tradicional china como obras contemporáneas de larga duración en una variedad de formatos y contenidos musicales. La orquesta también explora nuevas fronteras en la música encargando alrededor de 2.300 nuevas obras de diversos tipos y estilos, ya sea como composiciones originales o arreglos.

## Historia
La HKCO fue fundada en 1977 por el Consejo Urbano. Ng Tai Kong, que era director de la Orquesta China de Singapur, fue invitado a tomar el mando de la orquesta. Entre enero de 2000 y marzo de 2001, fue financiada y administrada por el Departamento de Servicios Culturales y de Ocio del gobierno de Hong Kong, pero se convirtió en un organismo independiente bajo la dirección de la Hong Kong Chinese Orchestra Limited en abril de 2001. Su repertorio incluye piezas tradicionales, contemporáneas y populares, y ha encargado numerosas obras a compositores locales de Hong Kong y a compositores chinos de todo el mundo. En octubre de 2002, la Sociedad Internacional de Música Contemporánea premió a la Orquesta por "El logro más destacado en el avance de la música china contemporánea".
Logró varios récords mundiales según lo registrado por el Libro Guinness de los Récords. En 2001, registró el mayor número de personas tocando el erhu al mismo tiempo, con mil intérpretes actuando en un espectáculo masivo titulado Música de las mil cuerdas. En 2003, en un festival de tambores, presentó el Tambor de la Paz (Taiping gu) y Gong más grandes con 3.000 bateristas de organizaciones locales y escuelas tocando una pieza de tambor, "La Tierra se moverá", y en 2005, estableció otro récord mundial de tener el mayor número de personas tocando el dizi juntas en el Festival Dizi y Xiao 2005.